# Marie Brand und die falsche Wahrheit
Marie Brand und die falsche Wahrheit ist die 33. Episode der Krimiserie Marie Brand. Der Fernsehfilm mit Mariele Millowitsch in der Titelrolle und Hinnerk Schönemann als Kriminalhauptkommissar Jürgen Simmel wurde am 8. April 2023 im ZDF erstausgestrahlt. Online war die Folge eine Woche vorab abrufbar.

## Handlung
Nach einer wilden Partynacht zu ihrem 18. Geburtstag findet Isabell Lauterbach ihren Ex-Freund Ben Thiele tot auf. Alle Erinnerungen an die Nacht sind ausgelöscht. Hat sie ihn getötet? In Isabells Blut wird neben Kokain auch Rohypnol festgestellt, die sogenannte Rape Drug. Kommt der Gedächtnisverlust von den K.-o.-Tropfen, oder möchte sie sich nicht selbst belasten?
Marie Brand und Jürgen Simmel befragen die Partygäste, inklusive der Sprint-Staffel, in der sowohl Isabell als auch Ben trainiert haben. In den Fokus der Ermittler rückt Isabells beste Freundin Ella Wittmer. Sie verschweigt den Ermittlern wichtige Informationen, um sich selbst zu schützen, denn sie hatte Isabell die Drogen besorgt, damit sie „endlich mal richtig dazu gehören“ kann. 
Alle Beteiligten scheinen ein Geheimnis und ein Motiv zu haben. Marie Brand und Jürgen Simmel versuchen, die Tatnacht zu rekonstruieren und vieles deutet auf eine Eifersuchtstat hin. Nach Zeugenaussagen hatte Jan Frehse, ein Mitglied der Sprintstaffel, in der Tatnacht einen lautstarken Streit mit dem Opfer. Auch der Trainer Victor Holtmann, war auf der Party und nach Überprüfung seiner Vergangenheit steht der Verdacht von sexuellen Übergriffen im Raum. So hatte er aufgrund entsprechender Vorwürfe vor Jahren seine Anstellung als Lehrer aufgegeben und den Trainerjob angenommen. Nun findet sich eine Zeugin, die von einem solchen Übergriff berichtet und offensichtlich Ben davon erzählt hat. Nach diesem entscheidenden Hinweis auf den Täter, beginnt ein Wettlauf mit der Zeit, da der Mörder bereits sein nächstes Opfer in seinen Fängen hat: Isabell. Auch sie hatte von Holtmanns Aktivitäten erfahren und will testen, ob das wirklich stimmt und ob er Bens Mörder sein kann. Sie versucht ihn auszufragen und er gesteht, ihr auf der Party die Tropfen ins Glas getan zu haben. Als niemand mehr da war, wäre er zurückgekommen. Hier wurde er unerwartet von Ben gestört. Im Gerangel sei Ben im Bad gestürzt und als er realisierte, dass Ben tot war, ging er aus dem Haus.
Brand und Simmel kommen gerade noch rechtzeitig, um Isabell vor Holtmann zu retten.

## Hintergrund
Der Film wurde von der Warner Bros. International Television Production produziert und vom 6. September bis zum 25. November 2022 in Köln und Umgebung gedreht.

## Rezeption

### Einschaltquote
Die Erstausstrahlung von Marie Brand und die falsche Wahrheit am 8. April 2023 wurde in Deutschland von 6,97 Millionen Zuschauern gesehen und erreichte einen Marktanteil von 25,9 Prozent für das ZDF.

### Kritiken
Bei Prisma.de schrieb Hans Czerny: „Der 33. Fall des Kölner Dauerpärchens Marie Brand und Simmel, mit Mariele Millowitsch und Hinnerk Schönemann wirkt bewusst konventionell gezimmert: In ‚Marie Brand und die falsche Wahrheit‘ (Buch: Andreas Linke) geht es um die Vergewaltigung eines Teenagers, um Eltern, die wenig Rückhalt bieten, weil sie selbst zerstritten sind, aber auch um zwielichtige Lehrer und um eine Schuldirektorin, die einen früheren Missbrauchsfall vertuscht.“
Oliver Armknecht von film-rezensionen.de meinte: „‚Marie Brand und die falsche Wahrheit‘ ist ein routinierter Teil der beliebten Krimireihe. Aber kein besonders guter. Zum einen kommt es zu irritierenden Schwankungen der Tonalität, wenn Simmel-Klamauk auf ganz ernste Momente trifft. Spannend ist der Film auch nicht wirklich.“ „Dieses Mal fällt das noch stärker auf, weil sich diese humoristischen Aspekte stark mit der Geschichte beißen. Denn die ist dieses Mal besonders düster. Klar, zu einem gewissen Grad sind das die Filme immer, schließlich geht es um Mord. Wo aber dezidierte Krimikomödien diese beiden Elemente, also die Spurensuche und die Witze, irgendwie in Einklang zu verbringen versuchen, hat man bei ‚Marie Brand und die falsche Wahrheit‘ das Gefühl, zwei Filme auf einmal anzusehen.“
Die goldenekamera.de wertete: „Die altbekannten Simmel-Witze werden wieder hervorgeholt und bekommen endlich einen neuen Anstrich: Der Ermittler hat zur Abwechslung nicht Frauenprobleme, sondern ernsthafte Sorgen mit dem Älterwerden.“ „Der Jackett-Verfolgungswitz erfolgt noch innerhalb der ersten fünf Minuten. Diese Motive dürften den Fans bekannt vorkommen. Anders als sonst wirkt Brand aber hier schon ein wenig zu schroff. Auch wenn sie weiß, dass sie veräppelt wird, kehrt sie zu sehr die Chefin raus, kommandiert, bevormundet und wirkt fast schon arrogant. Ein Umstand, der aber neben dem sehr gelungenen Krimiplot zu vernachlässigen ist.“